# Clubiona kigabensis
Clubiona kigabensis este o specie de păianjeni din genul Clubiona, familia Clubionidae, descrisă de Strand, 1915. Conform Catalogue of Life specia Clubiona kigabensis nu are subspecii cunoscute.